# Christa Harmotto
Christa Deanne Harmotto-Dietzen, född 12 oktober 1986 i Sewickley i Pennsylvania, är en amerikansk volleybollspelare. Med landslaget tog Harmotto silver vid OS 2012, brons vid OS 2016 samt guld vid VM 2014. Hon spelade som proffs i Kina, Italien och Turkiet.